# Lappsundet
Lappsundet är en sjö i Bodens kommun i Norrbotten och ingår i Luleälvens huvudavrinningsområde. Sjön har en area på 0,239 kvadratkilometer och ligger 17,1 meter över havet.

## Delavrinningsområde
Lappsundet ingår i det delavrinningsområde (732354-175009) som SMHI kallar för Mynnar i Luleälvens vattendragsyta. Medelhöjden är 61 meter över havet och ytan är 8,04 kvadratkilometer. Räknas de 2 avrinningsområdena uppströms in blir den ackumulerade arean 19,73 kvadratkilometer. Bjurbäcken som avvattnar avrinningsområdet har biflödesordning 2, vilket innebär att vattnet flödar genom totalt 2 vattendrag innan det når havet efter 60 kilometer. Avrinningsområdet består mestadels av skog (83 procent). Avrinningsområdet har 0,24 kvadratkilometer vattenytor vilket ger det en sjöprocent på 3 procent.